# 東夸布勒區
東夸布勒區（英語：Kwabre East Municipal District）為迦納阿散蒂地區轄下的區。其區域面積356平方公里，2021年人口296,814人。曼龐滕（Mamponteng）為該區的首府。
1988年設立，初稱夸布勒縣（Kwabre District），2007年11月1日，原縣西部區域分出新設阿菲吉亞夸布勒縣（今北阿菲吉亞夸布勒縣、南阿菲吉亞夸布勒縣），並於2008年2月29日生效，其餘部分則更名為東夸布勒縣（Kwabre East District）。2017年11月1日升格為市級區，2018年3月15日始生效。

## 外部連結
- . Statoids.
- GhanaDistricts.com